# Vila Hanse Weinmanna
Vila Hanse Weinmanna či Weinmannův palác (německy: Villa Weinmann) je vila v Ústí nad Labem v ulici Winstona Churchilla. Vila je chráněna jako kulturní památka ČR. Od roku 1990 v ní sídlí Knihovna Ústeckého kraje.

## Historie
Vilu nechal postavit ústecký uhelný magnát Hans Weinmann (1885–1960). Plány navrhl německý architekt Paul Brockardt (1882–1941). Výstavba vily probíhala od roku 1929. Po jejím dokončení v roce 1930 se sem Hans Weinmann přestěhoval spolu se svou rodinou z Wölfelovy vily v Humboldtově ulici (nyní Čajkovského). Ve vile s ním žila manželka Stella (1894–1951), synové Karl (1914–1971), Heinrich (1919–1995), Ralph a dcera Liselotte. Dle dochovaného soupisu vybavení za účelem pojištění, se ve vile nacházelo 52 koberců (nejdražší v hodnotě 60 tisíc tehdejších korun), 31 obrazů (spolu s dílem od Barthela Bruyna, severoněmeckého renesančního malíře, v hodnotě 96 000 korun) a antický krb údajně přivezený z Pompejí. Celková hodnota vily byla oceněna na 6,8 milionu prvorepublikových Kčs. Rodina vilu obývala pouhých osm let. Kvůli svému židovskému původu byla v roce 1938 nucena emigrovat do Velké Británie a odtud do Spojených států. Vilu prodala pod cenou. Po vypuknutí druhé světové války bylo vybavení vily v roce 1940 odvezeno do Berlína, kde bylo prodáno v aukci. Během války se ve vile konala zasedání kolegia vládního prezidenta (Regierungspräsident) okupovaného ústeckého území Hanse Krebse. Krebs byl po osvobození Československa odsouzen k trestu smrti a skončil na šibenici jako nacistický zločinec. Vila byla po dobu války v majetku německé tajné policie a od roku 1943 ji vlastnilo říšské ministerstvo vnitra.
Po skončení války byl veškerý majetek Hanse Weinmanna zkonfiskován bez náhrady ve prospěch státu. Vila se stala sídlem Československé armády a od roku 1947 byla v majetku Masarykovy nemocnice. Od roku 1950 zde sídlila politická škola krajského výboru KSČ, o rok později zde sídlil Sdružený (později) Bytový komunální fond jednotného národního výboru v Ústí nad Labem. Od roku 1958 zde sídlil městský národní a od roku 1961 okresní národní výbor. V letech 1964–1968 navštěvovali vilu frekventanti zde sídlící večerní univerzity marxismu-leninismu. V letech 1966–1971 ve vile fungovala i školní jídelna. Politická škola zde fungovala až do roku 1984, poté se stala domem Svazu československo-sovětského přátelství. Od roku 1990 zde sídlí Severočeská vědecká knihovna.

## Popis
Dvoupatrová solitérní palácová vila, k níž náleží oplocená zahrada, se nachází na jihozápadní straně ulice Winstona Churchilla. Fasáda v neoklasicisním stylu je zachovalá v téměř nezměněné podobě. Výjimečné jsou především interiérové prvky – dřevěné obklady a řemeslně pozoruhodné vnitřní konstrukce.
Syn a dcera původních majitelů vilu několikrát navštívili. Dle vzpomínek dcery Liselotte byla při vstupu do foyer vily po pravé straně kompletně vybavená šatna pro dámy a po levé pro pány, v níž byla i prosklená telefonní budka. V suterénu bylo zázemí domu s kuchyní, kam byl zaveden výtah. Do pater vedla dvě schodiště – honosnější pro hosty a druhé pro služebnictvo a děti, které nesměly chodit po dřevěných schodech. V přízemí byly slavnostní místnosti a pánské pokoj, kde byla otcova pracovna s velkými židlemi, gaučem a stolkem na bridž. Pokoj byl od haly oddělen dochovanými posuvnými dveřmi s intarziemi, na niž jsou motivy měst s nimiž Weinmann spolupracoval nebo záběry z rodinných cest. Motiv borové šištice na stěnách je symbolem židovského náboženství. Velký sál pro hosty, kde se i tančilo, měl prosklené dveře, odkud se vcházelo na terasu, ze které se dalo sejít do zahrady po kamenném schodišti. Za zahradou se nacházely tenisové kurty. Další místnost v přízemí byl kuřácký pokoj s krbem, který je údajným originálem z Pompejí. Dřevěné schodiště vedlo do patra, kde byl tzv. zelený koutek, kde rodina odpočívala po večeři. Stěny byly ozdobeny jeleními a kamzičími parohy. Vlevo se nacházely místnosti Hanse Weinmanna a koupelny ve dvou odstínech zeleného italského mramoru. Dále ložnice matky, s níž sousedil její budoár s nábytkem v orientálním stylu a koupelna ve dvou odstínech růžového mramoru. V 1. patře byly také dětské pokoje a jedna dětská koupelna. Na chodbě se nacházely také vestavěné skříně pro uložení sportovních potřeb. Ve druhém patře byly pokoje pro hosty, prádelna, žehlírna a opravna oděvů. Prádlo se věšelo na půdě.